# 宾沃迪
宾沃迪，是西班牙加泰罗尼亚塔拉戈纳省的一个市镇。总面积66平方公里，总人口1026人（2001年），人口密度16人/平方公里。